# Christian Montanari
Christian Montanari (Cidade de San Marino, 21 de junho de 1981) é um automobilista samarinês.
Disputou uma única prova de Fórmula 3000, em Monza, pilotando para a equipe Coloni, substituindo o titular Zsolt Baumgartner.